# 心の詞
表示タイトル:
『心の詩』 (Music of My Mind) は、1972年に発表されたスティーヴィー・ワンダーの14枚目のスタジオ・アルバム。
ほとんどの楽器をワンダー自身が担当し、音楽プロデューサーも自らが務めている。なお、マルコム・セシル（Malcolm Cecil）とロバート・マーゴレフ（Robert Margouleff）が共同プロデューサーを務めた。
『ローリング・ストーン誌が選ぶオールタイム・ベストアルバム500』に於いて、285位にランクイン。

## 収録曲
サイド 1
特記なき楽曲はスティーヴィー・ワンダー作
1. ラヴ・ハヴィング・ユー・アラウンド - "Love Having You Around" (スティーヴィー・ワンダー、シリータ・ライト作） 7:21
2. スーパーウーマン - "Superwoman (Where Were You When I Needed You)"  8:08
3. アイ・ラヴ・エヴリ・リトル・シング - "I Love Every Little Thing About You"  3:46
4. スウィート・リトル・ガール - "Sweet Little Girl"  4:54

サイド 2
1. 輝く太陽 - "Happier Than the Morning Sun"  5:18
2. ガール・ブルー - "Girl Blue" (スティーヴィー ・ワンダー、イヴォンヌ・ライト作）　3:36
3. シームズ・ソー・ロング - "Seems So Long"  4:22
4. キープ・オン・ランニング - "Keep on Running"  6:40
5. 悪魔 - "Evil" (スティーヴィー・ワンダー、イヴォンヌ・ライト作）　3:33

## パーソネル
- スティーヴィー・ワンダー - ボーカル、ドラムス、ハンドクラップ、シンセサイザー、ピアノ、フェンダー・ローズ、バック・ボーカル、トーク・ボックス、ハーモニカ、ボンゴ、クラヴィネット、モーグ・ベース
- アート・バロン - トロンボーン（"Love Having You Around")
- バジー・フェイトン - エレクトリックギター（"Superwoman")
- マルコム・セシル - モーグ・プログラミング、共同プロデューサー、エンジニア
- ロバート・マーゴレフ - モーグ・プログラミング、共同プロデューサー、エンジニア
- シリータ - バック・ボーカル（	"Sweet Little Girl"）
- ジョアン・デ・コラ - レコーディング
- リック・ロウ - レコーディング